# Ченцово (Нижньогородська область)
Ченцово (рос. Ченцово) — присілок в Богородському районі Нижньогородської області Російської Федерації.
Населення становить 11 осіб. Входить до складу муніципального утворення Алешковська сільрада.

## Історія
Від 2004 року входить до складу муніципального утворення Алешковська сільрада.

## Населення
| 1999 | 2002 | 2010 |
| ---- | ---- | ---- |
| 11   | ↘10  | ↗11  |